# أليكس تيموسي
أليكس تيموسي أندرسون هو لاعب كرة قدم ألماني يلعب مع نادي بايرن ميونخ. 